# Коваль, Вячеслав Станиславович
Вячеслав Станиславович Коваль (род. 5 ноября 1945, город Днепродзержинск, Днепропетровская область) — украинский политик. Народный депутат Украины, кандидат юридических наук (с 2003). Член Народного Руха Украины (с 1989), заместитель председателя (с октября 1997) и член Политсовета (с марта 1999).

## Биография

### Образование
В 1963 году окончил Полтавское музыкальное училище, а в 1990 — Киевский государственный педагогический университет имени Михаила Драгоманова по специальности преподаватель музыки. Также в 2000 окончил юридический факультет Киевского национального университета имени Тараса Шевченко по специальности юрист. Кандидатская диссертация «Становление и развитие Европейского Союза (историко-правовой аспект)» (Национальная юридическая академия Украины имени Ярослава Мудрого, 2003).

### Карьера
- С августа 1963 — преподаватель по классу скрипки музыкальной школы города Миргорода.
- С ноября 1964 — служба в армии.
- С января 1968 — преподаватель по классу скрипки музыкальной школы города Верхнеднепровска Днепропетровской области.
- С августа 1972 — преподаватель, с 1985 — заместитель директора по учебной работе музыкальной школы № 2 города Днепродзержинска Днепропетровской области.
- Декабрь 1988 — май 1990 — член совета Ассоциации «Экологическая инициатива» города Днепродзержинска.
- 1989 — член Оргкомитета по подготовке и проведению Учредительного собрания Народного Руха Украины, член Большого совета Руха.
- Май 1990 — июнь 1994 — депутат Днепродзержинского городского совета.
- Май 1990 — апрель 1991 — заместитель председателя Днепродзержинск]ой городской рады.
- Май 1991 — май 1994 — заместитель председателя Ассоциации демократических Советов Украины.
- Май 1991 — май 1994 — председатель Днепродзержинской городской организации Народного Руха Украины.
- Май 1994-1997 — заместитель председателя секретариата Народного Руха Украины, руководитель избирательного комитета и член президиума, с октября 1997 — заместитель председателя Народного Руха Украины — глава секретариата.
- 1 февраля 2000 — 7 июня 2002 — руководитель Аппарата Верховной Рады Украины.

Доверенное лицо кандидата на пост Президента Украины Виктора Ющенко в ТИО № 30 (2004-2005).
Увлекается рыбалкой и охотой.

### Семья
- Жена Алла Яковлевна (1944) — преподаватель иностранных языков.
- Дочь Юлия (1971) — социолог, сотрудник Центра украинской культуры, город Москва.
- Дочь Александра (1984) — студентка.

## Парламентская деятельность
Народный депутат Украины 3-го созыва с 12 мая 1998 к 6 апреля 2000 от Народного Руха Украины, № 21 в списке. На время выборов: председатель секретариата Народного Руха Украины, заместитель председателя Народного Руха Украины. Член фракции Народного Руха Украины (с мая 1998), уполномоченный представитель фракции НУР (первой) (с марта 1999). Член Комитета по вопросам государственного строительства, местного самоуправления и деятельности советов (с июля 1998). Сложил депутатские полномочия 6 апреля 2000.
Народный депутат Украины 4-го созыва с 14 мая 2002 к 25 мая 2006 от блока Виктора Ющенко «Наша Украина», № 15 в списке. На время выборов: руководитель Аппарата Верховной Рады Украины, член Народного Руха Украины. Член фракции «Наша Украина» (с 15 мая 2002, уполномоченный представитель (с марта до сентября 2005), руководитель фракции Народного Руха Украины (с 7 сентября 2005). Заместитель председателя Комитета по вопросам Регламента, депутатской этики и организации работы Верховной Рады Украины (с 12 июня 2002).
Народный депутат Украины 5-го созыва с 25 мая 2006 до 8 июня 2007 от Блока «Наша Украина», № 24 в списке. На время выборов: народный депутат Украины, член Народного Руха Украины. Член фракции Блока «Наша Украина» (с 25 мая 2006), заместитель председателя (с августа 2006). Председатель подкомитета по вопросам Регламента Верховной Рады Украины Комитета по вопросам Регламента, депутатской этики и обеспечения деятельности Верховной Рады Украины (с 19 июля 2006). 8 июня 2007 досрочно прекратил свои полномочия во время массового сложения мандатов депутатами-оппозиционерами с целью проведения внеочередных выборов в Верховную Раду Украины.
Народный депутат Украины 6-го созыва с 23 ноября 2007 от Блока «Наша Украина — Народная самооборона», № 38 в списке. На время выборов: заместитель председателя Народного Руха Украины. Член фракции Блока «Наша Украина — Народная самооборона» (23 ноября 2007). Секретарь Комитета по вопросам Регламента, депутатской этики и обеспечения деятельности Верховной Рады Украины (с 26 декабря 2007).

## Награды, государственные ранги
Государственный служащий 1-го ранга (с апреля 2000). Орден «За заслуги» III (ноябрь 2000), II (июнь 2002), I степени (ноябрь 2005). Почетная грамота Верховной Рады Украины (август 2001).